# Росенда Монтерос
Росенда Монтерос (шп. Rosenda Monteros; Веракруз, 31. август 1935 — Мексико Сити, 29. децембар 2018) била је мексичка глумица.

## Филмографија
| Улоге Росенда Монтерос |                          |               |       |          |
| Година                 | Српски назив             | Изворни назив | Улога | Напомена |
| 1960.                  | Седморица величанствених |               | Петра |          |